# Takao Orii
Takao Orii (折井 孝男 Orii Takao?) es un exfutbolista japonés y entrenador de fútbol.

## Clubes

### Como entrenador
| Club                                  | País  | Año  |
| ------------------------------------- | ----- | ---- |
| Selección femenina de fútbol de Japón | Japón | 1984 |